# Spice Chess
Spice Chess est un multiple artistique réalisé par l'artiste japonaise Takako Saito alors qu'elle résidait aux États-Unis.

## Description
Réalisée pendant l'hiver 1964-1965 et proposée à la vente en mars 1965, l'œuvre fait partie d'une célèbre série de jeux d'échecs perturbés dénommés Fluxchess (ou Flux Chess). Les différents jeux sont réalisés pour Fluxshop de George Maciunas dans son loft de Canal Street, SoHo, à New York, et plus tard par le biais de son entrepôt de vente par correspondance Fluxus.

« Takako Saito s'est engagée dans la pratique de Duchamp mais aussi dans les métaphores masculinistes de la guerre froide en prenant les échecs comme sujet de [son] art. Les œuvres de Saito sur les flux d'échecs... remettent en question la primauté de la vision sur les échecs, ainsi que les notions de perception et d'expérience esthétique en général... Ses Smell Chess, Sound Chess et Weight Chess ont retravaillé le jeu d'échecs afin que les joueurs soient obligés d'affiner leurs perceptions non visuelles, telles que le sens olfactif, la tactilité et l'auralité, afin de suivre les règles du jeu. »

— Claudia Mesch
L'ensemble suit les règles normales des échecs, mais les pièces traditionnelles sont remplacées par des flacons en plastique transparent de forme identique remplis d'épices différentes pour chacune des pièces. L'ensemble comprend les pions blancs en cannelle, les tours blanches en noix de muscade, les cavaliers blancs en gingembre, les fous noirs en cumin et le roi noir en  asafoetida. La reine blanche est anisée, la noire en poivre de Cayenne. La planche est également en plastique transparent. Pour commencer le jeu, les deux joueurs doivent se familiariser avec chacune des douze odeurs contenues dans le jeu, au lieu de se fier à leur vue.

## Fluxchess
George Maciunas vénérait Marcel Duchamp et « trouva amusant que Duchamp et lui fussent des fanatiques des échecs ». En hommage à l'affirmation de Duchamp selon laquelle « tous les joueurs d'échecs sont des artistes », Maciunas a demandé à  Takako Saito de créer une série d'œuvres d'art basées sur les échecs à la fin de 1964. La série qu'elle a créée a relégué ou supprimé l'aspect visuel dominant de l'image du jeu, en le remplaçant par des ensembles reposant sur la stimulation des autres sens.

## Les derniers ensembles deFluxchesset leJeu d'échecs blancde Yoko Ono
D'autres ensembles Fluxchess ont été réalisés par Maciunas (Color Balls in Bottle Board Chess, en mars 1966, et Time Chess avec des sabliers, mai 1966) et par Yoko Ono (Pieces Hidden In Look-a-Like Containers), et ont été destinés au Fluxfest d'avril 1970,. Saito a ajouté Chess Board Door à la série en 1973, dans laquelle un échiquier devait être fixé à la porte des toilettes, permettant ainsi à un jeu de se poursuivre pendant que l'un des joueurs était aux toilettes, et Liquor Chess, en 1975 dans lesquels les joueurs doivent goûter différentes boissons pour déterminer la valeur de chaque pièce. Wine Chess et Book Chess ont été ajoutés à la série depuis la mort de Maciunas.
Le plus célèbre de ces ensembles perturbés, White Chess Set, de Yoko Ono, dans lequel toutes les pièces sont blanches sur un tableau totalement blanc (avec une plaque de laiton indiquant en dessous « Jeu d'échecs pour jouer aussi longtemps que vous vous pouvez vous rappeler où toutes vos pièces ». Il a été initialement conçu pour l'exposition de Yoko Ono à la galerie Indica, à Londres, 1966, et n'a jamais été produit en tant qu'édition Fluxus.
La pièce a été reconfigurée un certain nombre de fois, dont une édition de vingt d'entre elles, produites par Bag Productions (Royaume-Uni, 1970), et Play It By Trust, une table blanche avec dix ensembles et vingt chaises blanches aménagées à la Vrej Baghoomian Gallery, New York, en 1991.

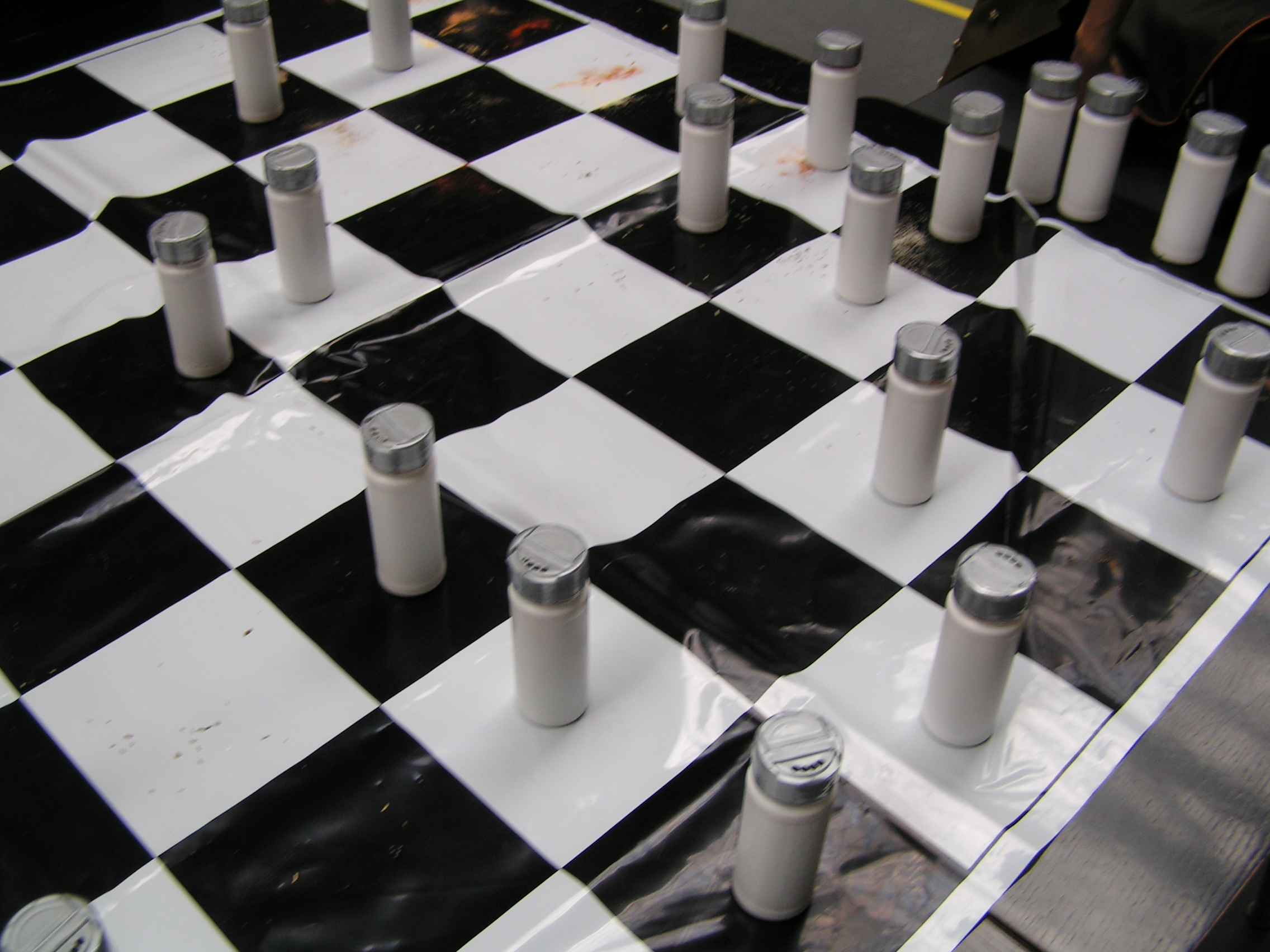
Smell Chess, joué à la Tate Modern, mai 2008.

## Éditions
Les ensembles sont initialement vendus par le biais de Fluxshop de Maciunas, récemment ouvert, en éditions non signées, non attribuées et non numérotées. Au moins un jeu, Grinder Chess, a été refait en 19 exemplaires signés et numérotés en 1990 dans le cadre de la série Reflux editions.
Avant la publication du Codex Fluxus de Hendrick en 1989, il existait une confusion générale quant aux dates et à la qualité d'auteur des pièces clés de Fluxus, car peu ont été vendues et encore moins ont été signées ou datées. La place de Saito au sein du groupe s'est progressivement établie et le jeu de Fluxchess est devenu partie intégrante d'un certain nombre d'expositions Fluxus. Un exemple original de Spice Chess est l’un des nombreux ensembles de Fluxchess conservés dans la collection Gilbert et Lila Silverman Fluxus, Détroit, au Michigan.